# Kvasistatisk process
En kvasistatisk process är inom termodynamiken en process som sker oändligt långsamt så att varje tillstånd på vägen är ett jämviktstillstånd. En sådan process är typiskt reversibel. Det finns även en process som är kallad kvasistatisk adiabatisk process. Här sker inget värmeutbyte med omgivningen, vilket leder till en optimal process. Detta är omöjligt att uppnå i praktiken.
Ett system som är icke-kvasistatisk kan innehålla temperatur- eller tryckskillnader. Detta leder till ett icke reversibelt system då arbete måste tillföras för att återskapa tryck- eller temperaturskillnader